# Greta De Reyghere
Greta De Reyghere, née à Malines, est une soprano belge spécialisée dans le répertoire baroque.

## Biographie
Greta De Reyghere commence ses études musicales avec sa mère cantatrice. 
Après avoir été diplômée des conservatoires de Mons et de Bruxelles, elle travaille avec Alfred Deller et Erik Werba. À la fin des années 1980 et au début des années 1990, elle travaille beaucoup avec l'ensemble de musique baroque Ricercar Consort sous la direction de Philippe Pierlot, mais aussi avec La Petite Bande dirigée par Sigiswald Kuijken, avec l'Amsterdam Baroque Orchestra de Ton Koopman et d'autres ensembles. Elle enseigne jusqu'en 2008 au Conservatoire royal de Liège. 
Sa discographie comprend une cinquantaine d’enregistrements, allant de la musique baroque à la musique du XXe siècle .

## Discographie sélective

### Avec La Petite Bande
- 1989 : Magnificat BWV 243 et cantate Ich Hatte viel Bekümmernis BWV 21 de Jean-Sébastien Bach (Nederlands Kamerchoor, La Petite Bande, dir. Sigiswald Kuiken)
- 2010 : Die letzten Leiden des Erlösers de Carl Philipp Emanuel Bach (La Petite Bande, Collegium Vocale Gent, dir. Sigiswald Kuijken)

### Avec le Ricercar Consort
- 1988 : Œuvres pour le Port-Royal, Messe H 5, Magnificat H 81, Dixit Dominus H 226, Laudate Dominum H 227, Stabat Mater H 15  de Marc-Antoine Charpentier, Jill Feldman, Isabelle Poulenard, Bernard Foccroulle, orgue (pour la Messe et le Magnificat), Benoit Mernier, orgue (pour le Dixit Dominus), et le Ricercar Consort.
- 1988 : Deutsche Barock Kantaten (III) (Schein, Tunder, Buxtehude) avec Agnès Mellon
- 1989 : Deutsche Barock Kantaten (V) (Hammerschmidt, Selle Schein, Schütz, Tunder, Weckmann, Lübeck) avec Agnès Mellon et Dominique Visse
- 1989 : Motets à deux voix de Henry Dumont avec Agnès Mellon, James Bowman, Guy de Mey et Max van Egmond
- 1992 : Die Familie Bach (Ricercar Consort, Collegium Vocale et Capella Sancti Michaelis)
- 1992 : Cantica Sacra 1652 de Henri Dumont.
- 1995 : Matthäus Passion (1672) de Johann Sebastiani ("Deutsche Barock Kantaten XI")

### Autres enregistrements
- 1985 : Caecilia virgo et martyr octo vocibus H 397, De profundis H 189 de Marc-Antoine Charpentier, Bernadette Dégelin, Dominique Mols,  David James, Heins Meens, Gents Madigaalkoor, Cantabile Gent, Musica Polyphonica, dir. Louis Devos. Erato
- 1987 : Church Cantatas and Arias de Telemann, avec le Telemann Consort et le Vokaal Ensemble Rundadinella - Ghent, dir. Florian Heyerick
- 1993 : Requiem en Ut majeur et Miserere en mi mineur de Johann Adolph Hasse, avec l'ensemble Il Fondamento, dir. Paul Dombrecht
- 2002 : De Profundis, Levavi oculos meos de François-Joseph Krafft (1721-1795), avec Il Fondamento et La Sfera Del Canto, dir. Paul Dombrecht